# Formai de Mut dell'Alta Valle Brembana
El Formai de Mut dell'Alta Valle Brembana es un queso italiano con denominación de origen protegida a nivel europeo (1996) y Denominazione di Origine Controllata de Italia. La zona de producción es la Alta Val Brembana (provincia de Bérgamo), en los municipios de Averara, Branzi, Carona, Camerata Cornello, Cassiglio, Cusio, Piazzatorre, Foppolo, Isola di Fondra, Lenna, Mezzoldo, Moio de' Calvi, Olmo al Brembo, Ornica, Piazza Brembana, Piazzolo, Roncobello, Santa Brigida, Valleve, Valtorta y Valnegra.

## Historia
A comienzos del siglo XX, todos los quesos de montañas de la zona Alta de Val Brembana se calificaban como formaggio di monte. A partir de 1985 se protegió el Formai de Mut como denominación de origen controlada italiana. En 1996 obtuvo la denominación de origen protegida, DOP, sistema de protección europeo, para el Formai de Mut dell'Alta Valle Brembana, quedando «Formai de Mut» como un término genérico respecto al que Italia no ha solicitado protección. Formai, en dialecto de Val Brembana, significa queso, y mut, montaña, es decir, se trata de la simple forma de llamar allí al queso de montaña.

## Elaboración
Este queso se produce en una zona de alta montaña, entre los 1.300 y los 2.500 m s. n. m. Debido a esto y al clima de estos valles, ricos en agua, este queso adquiere un sabor particular, conservando el aroma típico. Todos los formai de mut se hacen con leche alpina. Se coagula a 35-37 °C durante 30 minutos. Se prensa en unos moldes tradicionales llamados fassere. Luego se sala, en seco o en salmuera. La conservación óptima es en ambientes no muy cálidos que pueden variar de una temperatura entre los 9 y los 14 °C. La maduración mínima es de 40 días, aunque si se deja incluso hasta un año es bueno para rallar. Es un queso que tiene una producción muy limitada, siendo difícil encontrarlo fuera de su zona de producción. 

## Características
Tiene forma cilíndrica, con un diámetro de 30-40 centímetros y entre 8 y 10 cm de altura. Cada pieza pesa entre 8 y 10 kilos. La corteza es de color gris y es delgada. El color de la pasta es pajizo y presenta ojos. El sabor resulta delicado y no picante. Puede tomarse solo o como ingrediente de platos típicos de la zona, como la polenta. Marida bien con vino blanco seco y vino tinto ligero y afrutado.

## Denominación de origen
Desde 1996, el Formai de Mut dell'Alta Valle Brembana es una denominación de origen protegida (PDO) ante la Unión Europea. A nivel internacional, cuenta con registro como denominación de origen, conforme al Sistema de Lisboa, ante la Organización Mundial de la Propiedad Intelectual, desde el 16 de marzo de 2016.